# Mamoru Oshii
Mamoru Oshii (押井守?, Oshii Mamoru; Tokyo, 8 agosto 1951) è uno scrittore e regista giapponese, attivo soprattutto nel campo degli anime.

## Biografia

### Gli inizi: dalla Tatsunoko allo studio Pierrot
Appassionato di fantascienza e di cinema, inizia a scrivere racconti già a quindici anni. Attivista del movimento studentesco negli anni '70, dopo la laurea alla Tokyo Gakugei Daigaku, conseguita nel 1976, inizia a lavorare in una radio come direttore della programmazione. Insoddisfatto, decide allora di seguire la sua passione e l'anno seguente entra alla Tatsunoko di Tatsuo Yoshida, lavorando subito come assistente animatore nella serie Kagaku ninjatai Gatchaman II (La battaglia dei pianeti) e poi come regista di alcuni episodi della serie Zendaman delle Time Bokan Series. Nel 1978, dopo l'improvvisa morte di Yoshida, molti dirigenti ed animatori lasciano lo studio Tatsunoko; da questa diaspora nascono la Ashi Productions e lo Studio Pierrot, fondato da Yuji Nunokawa e Hisayuki Toriumi, dove poco dopo approda anche Oshii. Qui avrà modo di mettersi alla prova e farsi conoscere, arrivando alla regia generale già nel 1981, con il progetto della serie Urusei yatsura (Lamù la ragazza dello spazio), tratta dal manga di Rumiko Takahashi, di cui dirige ben 129 episodi su 195, e che sarà caratterizzata fortemente dal suo senso del grottesco e del surreale, così come dal suo anarchismo di fondo. Nel 1983, sull'onda del clamoroso successo riscosso dalla serie televisiva, la Pierrot inizia a produrre un ciclo di sei lungometraggi dedicati agli stessi personaggi, ed Oshii scrive e dirige i primi due, Only You e, l'anno seguente, Beautiful Dreamer. Proprio il secondo film lo porta all'attenzione della critica e segna quella che può definirsi la fine dell'adolescenza nell'opera di Oshii, il quale approderà progressivamente ma in modo inesorabile a tematiche decisamente più mature ed inquiete. Sempre nel 1984, cogliendo il potenziale dei dati sulla vendita di videoregistratori in Giappone, la Pierrot realizza il primo OAV della storia degli anime, Dallos, scritto a quattro mani da Hisayuki Toriumi e Mamoru Oshii, che ne cura pure la regia. Cinque mesi dopo, Oshii scrive anche il suo primo manga, Todo no tsumari, pubblicato sulla rivista Animage.

### La maturità: il progettoHeadgeare laKerberos Saga
Ormai emancipatosi dall'ala protettiva del suo maestro Toriumi, nel 1985 Mamoru Oshii lascia definitivamente il nido per dedicarsi alla sua prima vera prova d'autore, il film Tenshi no tamago (letteralmente “L'uovo dell'angelo”). Prodotto dallo Studio Deen e realizzato in collaborazione con il pittore e character designer Yoshitaka Amano, l'opera narra la criptica storia di un'arca sopravvissuta ad un diluvio, di una bambina che in un mondo oscuro e desolato si preoccupa di proteggere un grosso uovo e di un uomo che “porta una croce” intenzionato a distruggerlo. Disseminato di simboli e citazioni bibliche, il film è una sorta di sogno/incubo in cui il significante prevale sul significato, con molteplici esiti interpretativi. Nel 1986, dopo il prevedibile insuccesso commerciale di Tenshi no tamago, inizia un periodo di lavoro molto intenso e fecondo. Nello stesso anno dirige il film dal vivo Jigoku no banken: akai megane (conosciuto col titolo internazionale The Red Spectacles), primo capitolo della Kerberos Saga, un corpus narrativo che Oshii svilupperà nel tempo in varie forme, quindi l'anno seguente dà vita al progetto Headgear con Masami Yūki, Kazunori Itō, Akemi Takada e Yutaka Izubuchi, ai quali va senz'altro aggiunto Kenji Kawai, il compositore elettivo di Oshii, che scriverà la musica per quasi tutte le sue opere. Primo frutto l'OAV Twilight Q, seguito dalla celebrata saga di Kidō keisatsu Patlabor (Patlabor), di cui Mamoru Oshii scriverà e dirigerà, tra il 1988 ed il 1993, due OAV, una serie TV ed in particolare due lungometraggi memorabili, che elaborano uno dei suoi temi più ricorrenti e già presente in Akai megane: il presagio di un futuro cupo e sempre più socialmente complesso che, anche a causa della tecnologia, inevitabilmente attende l'umanità. Nello stesso anno inizia a scrivere il manga Kenrō densetsu, secondo capitolo della Kerberos Saga, pubblicato su Amazing Comics con i disegni di Kamui Fujiwara e, nel 1989, parallelamente alla serie di Patlabor, si occupa della regia dell'OAV Gosenzo-sama banbanzai!, cui segue nel 1990 l'edizione cinematografica intitolata Maroko. Nel 1991 è quindi la volta di un altro film dal vivo, Jigoku no banken: kerberos (in occidente Stray Dog), secondo capitolo della Kerberos Saga, e l'anno seguente realizza Talking Head, pellicola sperimentale che alterna riprese dal vivo a sequenze animate, ambientata autoironicamente in uno studio di animazione. Nel 1993 si consuma quindi l'addio a Patlabor e la fine dell'esperienza del gruppo Headgear, con il soggetto e la regia del secondo film, Patlabor 2: The Movie scritto assieme ad Itō. Il successo di critica e di pubblico riscosso dal film ne favorirà la distribuzione internazionale, facendo conoscere l'autore in tutto l'occidente, Italia compresa. Dal soggetto originale del film Oshii ha tratto anche un romanzo pubblicato nel 1994, dal titolo Tokyo War, in cui sviluppa ulteriormente la sua critica al Giappone contemporaneo che, insieme a tutto l'occidente, fonda il suo benessere sulla miseria e la guerra imperanti nel resto del mondo.

### Ghost in the Shell e la Production I.G
Il 1995 è sicuramente l'anno d'oro di Mamoru Oshii: oltre a scrivere il soggetto del manga Seraphim 266613336Wings, disegnato da Satoshi Kon per la Tokuma Shoten, viene infatti chiamato dalla Bandai Visual e dalla Production I.G di Mitsuhisa Ishikawa a dirigere un nuovo ambizioso progetto di lungometraggio, Kokaku kidotai, meglio conosciuto come Ghost in the Shell. Il film, tratto dall'omonimo manga di Masamune Shirow e sceneggiato dall'inseparabile Kazunori Itō, non ottiene un grande successo ai botteghini ma diventa nel tempo un autentico cult movie cyberpunk (più volte citato dalle sorelle Wachowski come loro fonte di ispirazione), e consacra Mamoru Oshii tra i grandi dell'animazione giapponese. Nel 1996 scrive e produce un film di fantascienza dal vivo, intitolato Remnant 6, dopo di che, divenuto in pochi anni una figura di spicco della Production I.G, si dedica alla creazione di un suo vero e proprio staff (cd. Team Oshii) con il quale affrontare tutti i progetti ancora nel cassetto. Così nel 1999, dopo tre anni di intenso lavoro, Production I.G presenta in una serie di festival cinematografici internazionali (tra cui la Berlinale ed il Future Film Festival di Bologna) il film Jin-Roh - Uomini e lupi, terzo capitolo cinematografico della Kerberos Saga di cui Oshii ha scritto il soggetto e la sceneggiatura traendoli in parte dal manga Kenrō densetsu, per la regia del giovane allievo Hiroyuki Okiura.

### Gli anni duemila
Nel 2000 scrive il romanzo Blood the last vampire: Kemonotachi no yoru, in cui immagina che il secolo appena concluso sia stato l'evo dei vampiri sulla Terra, e da questo trae il soggetto per il mediometraggio cinematografico Blood: The Last Vampire, affidato alla regia di Hiroyuki Kitakubo e prodotto sempre da Production I.G nello stesso anno. Nel frattempo ritorna alla regia di un film dal vivo con Avalon, girato in Polonia con attori europei e quasi in monocromia, incentrato ancora sul tema della dicotomia reale/virtuale, già presente in Ghost in the Shell. La pellicola viene presentata in anteprima al Festival di Cannes del 2001 e gode di una distribuzione internazionale, Italia compresa. L'anno successivo scrive il soggetto dei tre minifilm di cui si compone Mini Pato, animazione Super Deformed ambientata nel mondo di Patlabor, e nel 2004 torna alla regia di un lungometraggio animato, il secondo capitolo di Ghost in the Shell, Ghost in the Shell 2 - Innocence, presentato anche a Cannes. Visivamente sontuosa e tecnicamente avanzata nel combinare animazione tradizionale e grafica computerizzata, l'opera approfondisce ulteriormente i temi, già affrontati nel primo film, della distanza tra realtà e percezione e dell'individualità umana, cercando anche qui una risposta all'eterna domanda su cosa la connoti con certezza. Nello stesso anno supervisiona la serie breve Fūjin monogatari, sempre per Production I.G. Tra le ultime regie, il film in superlivemation (una tecnica di animazione digitale che utilizza la fotografia) Tachiguishi retsuden del 2006, distribuito anche in Italia, e The Sky Crawlers - I cavalieri del cielo, lungometraggio d'animazione del 2008 presentato in concorso alla 65ª Mostra internazionale d'arte cinematografica di Venezia. Nel 2009 è autore del soggetto originale e della sceneggiatura del film Miyamoto Musashi soken ni haseru yume, sulle epiche gesta del samurai Miyamoto Musashi.
Inoltre, nel 2010 si occupa della regia e della sceneggiatura del videoclip promozionale Je t'aime per il gruppo j-rock GLAY. Nel 2014 è il regista del film live-action Garm Wars - L'ultimo druido, coproduzione nippo-canadese e prima sua opera girata in lingua inglese con cast internazionale, di cui è anche sceneggiatore.